# Мягкие дирижабли класса N

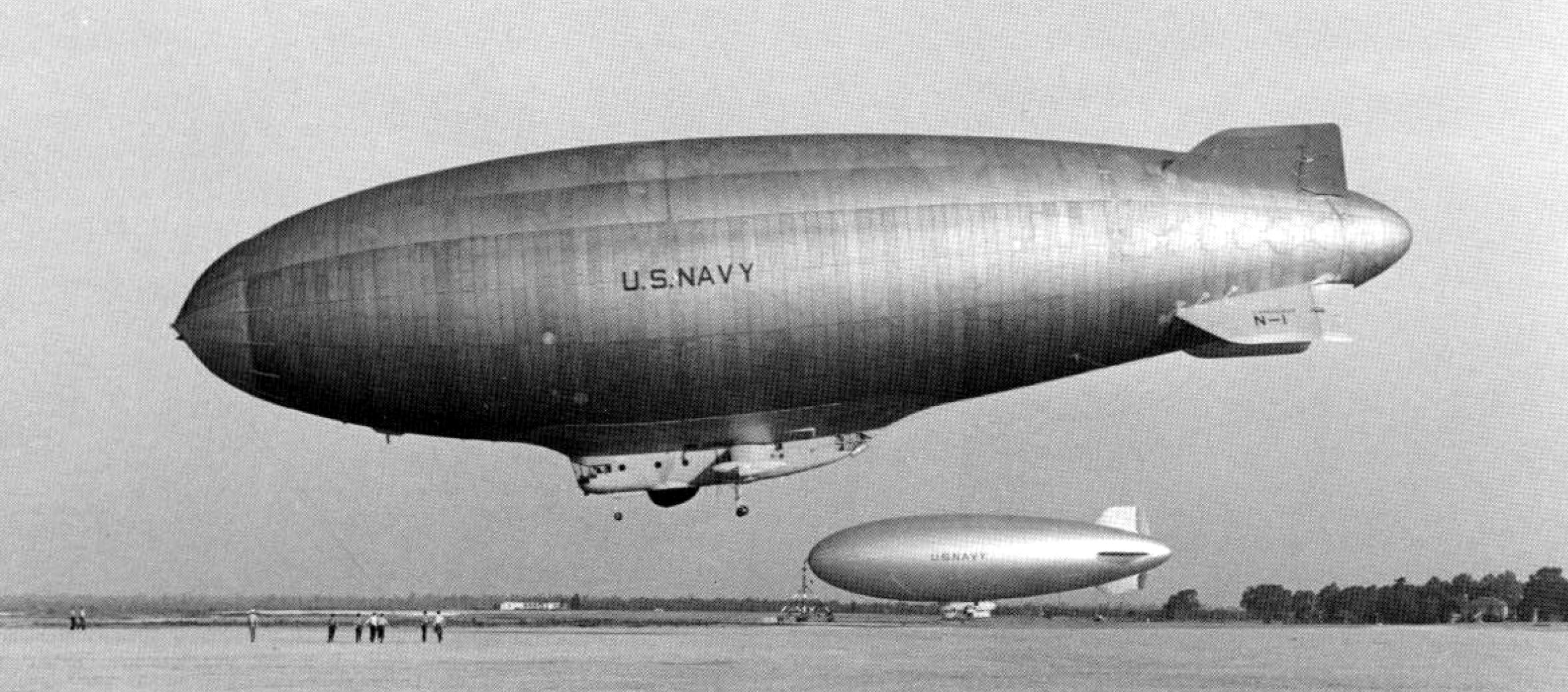

Мягкие дирижабли класса N (англ. M-class blimp) — серия дирижаблей, построенных Goodyear Aircraft Company из Акрона, Огайо. Дирижабли использовались ВМС США.

## История
Первая модель, ZPN-1, была продолжением серии дирижаблей класса M. Но затем название изменили на ZPG-1, а затем- на SZ-1A.
Первоначально контракт заключили с Goodyear Aircraft Company. Первый дирижабль требовалось поставить в 1952 году.
Дирижабль использовал гелий в качестве несущего газа. Объём составил 24,777 куб. м.
Затем последовали заказы на четыре модернизированных дирижабля N- класса. Они были поставлены в 1954 году и получили обозначение ZP2N.
Трое из них были оснащены антенной AN / APS-20 и получили обозначение ZP2-W.
Объём дирижаблей этой партии составлял более 28 317 куб.м.
Первый ZP2-W поступил во флот в мае 1955 года. Они использовались для заполнения радиолокационных разрывов сети.
Данным дирижаблями удалось побить рекорд дальности полета: за 8 дней один из дирижаблей преодолел расстояние в 15 205 км.
Следующим дирижаблем этой серии стал ZPG-3W. Он стал крупнейшим мягким дирижаблем, построенным для нужд армии.
ВМС США получили четыре образца.

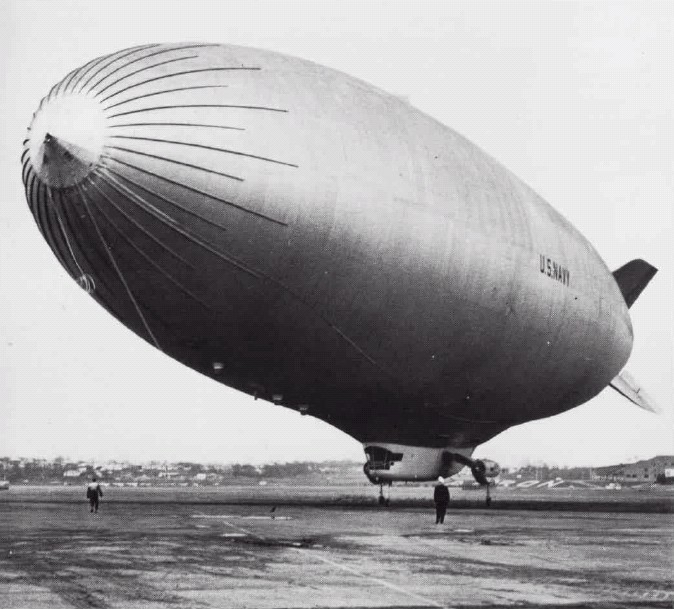
ZPG −3W

Уникальность модели заключается в том, что массивная антенна располагалась внутри гелиевого баллонета.
Первый корабль поступил в ВМС США в июле 1958 года. Длина корабля составила 121,9 метров, высота- 36,6 метров. Объём составил 23 648 куб.м.
На то время ZPG-3W являлся самым крупным мягким дирижаблем.
Стал последним дирижаблем, заказанным ВМС США. 6 июля 1960 года, при крушении мягкого дирижабля, погибло 18 моряков, что поставило под сомнение судьбу мягких дирижаблей.

## Технические характеристики
- Экипаж:21 человек
- Длина: 104,57 м
- Высота : 32,62 м
- Диаметр : 23,17 м

- Силовая установка : 2 × Wright R-1300-4,-4A Cyclone 7 radials, каждый по 800 л.с
- Объём оболочки : 23,648 м³
- Максимальная скорость : 128 км/ч
- Макс.продолжительность полёта: 200 часов.